# محمود صفریان
محمود صفریان نویسنده ،شاعر  اهل ایران است .

## زندگی نامه
محمود صفریان آبادانی است و در تهران درس خوانده و اینک شهروند کاناداست و دکتر است. داستان‌ها این را روایت می‌کنند. داستان‌ها از زبان یک دکتر است و در آبادان و تهران و کانادا می‌گذرد و این یعنی که نویسنده در داستان‌هایش زندگی می‌کند و خانه دارد و تو را هم صدا می زند که: بفرمایید. خوش آمدید! خانه‌ی خودتان است. ایشان در حال حاضر نیز سر دبیر مجله الکترونیکی «گذرگاه » می‌باشند .

## نمونه اشعار
” از لابلای فصل ها که عبورم می دهی
گاهی گرم می شوم
گاهی سرد
رهام نکن
پیر می شوم
در انتهای فصلی
که تو نباشی “

” چیزی از ترانه پیش تو ماند
راه از نیمه به پایان نرفت
ما در دیروز مانده ایم و
تو رفتی “

## کتاب شناسی

### داستان کوتاه
- سلفچگان[۱۲]
- روزهای آفتابی[۱۳]
- باد از پس پلک یاد می وزد [۱۴]
- روزی که گلابتون رفت [۱۵]
- اشک ققنوس [۱۶]

### رمان
- فصلی دیگر [۱۶]
- شام با کارولین [۱۷]
- کویر بدون حاشیه [۵]
- گل رس نوشته جیمز جویس  (برگردان به فارسی )[۱۸]

## جنگ ادبی اینترنتی گذرگاه
محمود صفریان نویسنده ای پر کار است .او از آذرماه سال ١٣٨٠جُنگ ادبی اینترنتی "گذرگاه " را که اول هرماه ایرانیدر بخش‌های مقالات – داستان – شعر – نقد ادبی – شاعران ونویسندگان جهانی – مشاهیر – معرفی یک کاب – طنز – عکس و اخبار منتشر
می شود و این انتشار بی تاخیر و تعطیل بوده‌است، سرپرستی کرده‌است. در بخش " در باره ما " این ماهنامه چنین معرفی شده‌است: گذ رگا ه یک جُنگ ماهانه است که بیشتر به ادبیات می‌پردازدما مشتاقان و عاشقان ادبیات پارسی، با آنکه زیستگاههایمان در نقاط مختلف این دهکده جهانی است، ولی همه رهروان این گذرگاه هستیم و تلاش می کنیم که در حد بضاعت خود که بسیارمزجات هم هست، آن را برای شما خوانندگان و شما قلم به دستان ِ عاشق، هر ماه آب و جاروکنیم و آویزهای رنگین نور را در گوشه وکنارآن بیاویزیم. آثار شما،منشورهای باز تاب ادبیات ما هستند، و بانی استمرار چراغانی این راه
عبور خواهند بود، دریغ نکنید.